# 国鉄8000形蒸気機関車

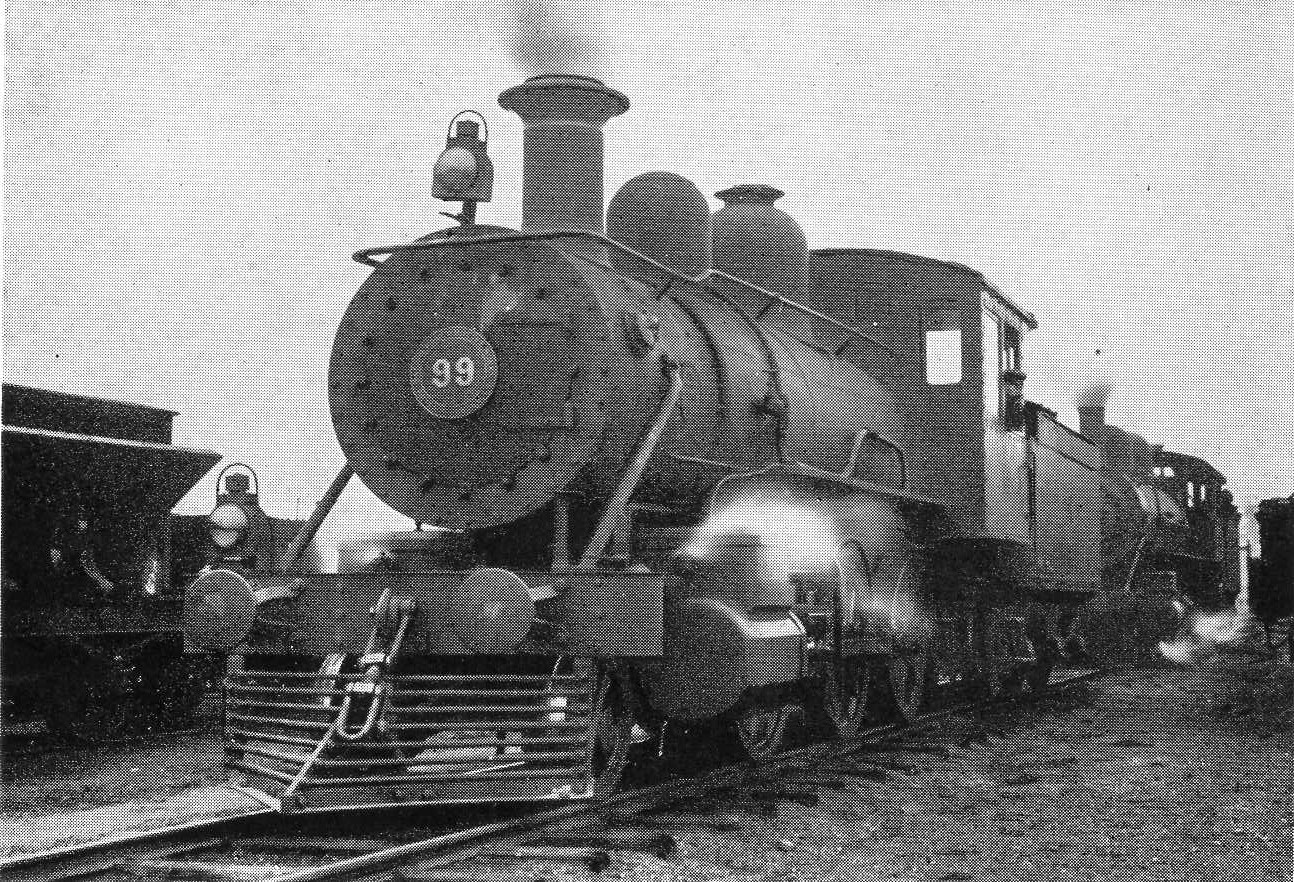
九州鉄道99形99（後の鉄道院8000形8004）

8000形は、かつて日本国有鉄道の前身である鉄道院、鉄道省に在籍したテンダ式蒸気機関車である。
本項では、同系の8050形についても記述する。

## 概要
元は、筑豊鉄道が1892年（明治25年）から1895年（明治27年）にかけてアメリカのボールドウィン・ロコモティブ・ワークスから7両を輸入したものである。その後、1897年（明治30年）の九州鉄道への営業譲渡にともなって同社へ籍を移し、さらに1907年（明治40年）の国有化により、国有鉄道籍を得たものである。
製造の状況については、次のとおりである。
- 1892年（3両） - 製造番号12939, 12947, 12952 - 筑豊鉄道7 - 9
- 1894年（2両） - 製造番号13971, 14033 - 筑豊鉄道15, 16
- 1895年（2両） - 製造番号14392, 14393 - 筑豊鉄道29, 30

上記のうち、1892年製の9は、他の6両が単式であったのに対し、ヴォークレイン4気筒複式を採用している。これは、日本では初めての導入であるのが特筆される。メーカーでの種別呼称は、単式機が8-28D、複式機が8-16/30Dである。
九州鉄道に移籍後は、単式のうち7, 8, 15, 16は77形（77, 78, 85, 86）に、複式の9は79形（79）に、1895年製の単式2両は99形（99, 100）に改められた。単式機の形式が77形、99形に分かれたのは、炭水車の水槽容量が異なっていたためで、機関車本体は同じものである。
九州鉄道の国有化後、1909年（明治42年）に制定された鉄道院の車両形式称号規程では、単式の6両が番号順に8000形（8000 - 8005）、複式の1両が8050形（8050）に改番されたが、8050は1915年（大正4年）に小倉工場で単式に改造され、8000形の追番の8006に編入された。その際、使用蒸気圧が高い分、シリンダ引張力が摩擦引張力に比して過大となるため、シリンダにブッシュを挿入し、直径を25mm(1in)縮小している。
配置は一貫して北九州地区で、行橋、大分、若松、直方、鳥栖、熊本などである。廃車は、1923年（大正12年）1月および2月で、全車が解体された。

## 8000形主要諸元
8000 - 8003の諸元を示す。/以降は、8004，8005の数値。
- 全長 : 14,402mm
- 全高 : 3,594mm
- 全幅 : 2,381mm
- 軌間 : 1,067mm
- 車軸配置 : 2-6-0(1C)
- 動輪直径 : 1,219mm
- 弁装置 : スティーブンソン式アメリカ形
- シリンダー（直径×行程） : 432mm×559mm
- ボイラー圧力 : 9.8kg/cm2
- 火格子面積 : 1.51m2
- 全伝熱面積 : 106.6m2
  - 煙管蒸発伝熱面積 : 98.8m2
  - 火室蒸発伝熱面積 : 7.8m2
- ボイラー水容量 : 4.1m3
- 小煙管（直径×長サ×数） : 44.5mm×3,175mm×223本
- 機関車運転整備重量 : 37.41t
- 機関車空車重量 : 33.64t
- 機関車動輪上重量（運転整備時） : 32.12t
- 機関車動輪軸重（第2動輪） : 11.50t
- 炭水車運転整備重量 : 23.07t
- 炭水車空車重量 : 11.37t
- 水タンク容量 : 7.90m3/9.11m3
- 燃料積載量 : 3.81t/3.69t
- 機関車性能
  - シリンダ引張力 (0.85P): 7,130kg
- ブレーキ装置 : 手ブレーキ、蒸気ブレーキ

## 8050形主要諸元
- 全長 : 14,427mm
- 全高 : 3,594mm
- 全幅 : 2,381mm
- 軌間 : 1,067mm
- 車軸配置 : 2-6-0(1C)
- 動輪直径 : 1,219mm
- 弁装置 : スチーブンソン式アメリカ形
- シリンダー（直径×行程） : 279/483mm×559mm
- ボイラー圧力 : 12.7kg/cm2
- 火格子面積 : 1.51m2
- 全伝熱面積 : 101.8m2
  - 煙管蒸発伝熱面積 : 94.0m2
  - 火室蒸発伝熱面積 : 7.8m2
- ボイラー水容量 : 3.0m3
- 小煙管（直径×長サ×数） : 50.8mm×3,200mm×184本
- 機関車運転整備重量 : 35.74t
- 機関車空車重量 : 32.82t
- 機関車動輪上重量（運転整備時） : 30.34t
- 機関車動輪軸重（第2動輪） : 10.88t
- 炭水車運転整備重量 : 21.28t
- 炭水車空車重量 : 10.17t
- 水タンク容量 : 7.90m3
- 燃料積載量 : 3.81t
- 機関車性能
  - シリンダ引張力 (0.85P ): 7,710kg（単式時）、5,780kg（複式時）
- ブレーキ装置 : 手ブレーキ、蒸気ブレーキ